# Bleckede
Bleckede è una città di 9.471 abitanti (2019) della Bassa Sassonia, in Germania.
Appartiene al circondario (Landkreis) di Luneburgo (targa LG).